# Regiões da Costa do Marfim
Costa do Marfim é dividida em dezenove regiãos (régions):
| 1. Agnéby 2. Bafing 3. Bas-Sassandra 4. Denguélé 5. Dix-Huit Montagnes 6. Fromager 7. Haut-Sassandra 8. Lacs 9. Lagunes 10. Marahoué 11. Moyen-Cavally 12. Moyen-Comoé 13. N'zi-Comoé 14. Savanes 15. Sud-Bandama 16. Sud-Comoé 17. Vallée du Bandama 18. Worodougou 19. Zanzan |

As regiões subdividem-se em 58 departamentos.